# NGC 4565
NGC 4565 (còn được biết đến với tên là Thiên hà Kim Chỉ Nam hay Caldwell 38) là một thiên hà xoắn ốc nằm trong chòm sao Hậu Phát. Khoảng cách của nó với chúng ta là 50 triệu năm ánh sáng. Nó nằm ở gần điểm cực bắc trong thiên văn học. Cấp sao biểu kiến của nó xấp xỉ là 10. Ta có thể phân biệt nó bởi hình dáng bên ngoài. Nó được nhà thiên văn học người Anh gốc Đức William Herschel ghi nhân lần đầu tiên vào năm 1785.

## Đặc tính
NGC 4565 là một thiên hà xoắn ốc khổng lồ có độ sáng lớn hơn thiên hà Tiên Nữ. Nhiều suy đoán tồn tại trên lí thuyết về bản chất tự nhiên của điểm phình. Nếu như thiếu dữ liệu của động lực học về chuyển động của các ngôi sao trong điểm phình thì chỉ riêng dữ liệu đo ánh sáng cũng không thể làm gì được nhiều để xác định nhiều dữ liệu khác. Tuy nhiên hình dạng của nó cho thấy nó cho thấy nó là một thiên hà xoắn ốc có thanh chắn. Với các bức ảnh chụp được từ kính viễn vọng Không gian Spitzer, ta không chỉ xác nhận được rằng nó có thanh chắn mà còn có điểm phình cũng như là cấu trúc đai trong.
NGC 4565 có ít nhất là 2 thiên hà vệ tinh, 1 trong số đó tương tác với NGC 4565. NGC 4565 có đến 240 cụm sao cầu, nhiều hơn số cụm sao của Ngân Hà. Thiên hà này là một thành viên sáng nhất trong nhóm Coma I.

## Dữ liệu hiện tại
Theo như quan sát, đây là thiên hà thuộc chòm sao Hậu Phát và dưới đây là một số dữ liệu khác:
Xích kinh 12h 36m 20.8s
Độ nghiêng +25° 59′ 16″
Giá trị dịch chuyển đỏ 0.004103
Vận tốc xuyên tâm 1230 ± 5 km/s
Cấp sao biểu kiến 10.42
Kích thước biểu kiến 15′.90 × 1′.85
Loại thiên hà SA(s)b?